# Concinnia frerei
Concinnia frerei — вид сцинкоподібних ящірок родини сцинкових (Scincidae). Ендемік Австралії.

## Опис
Голотип, дорослий самець, мав довжину 6,6 см (без врахування хвоста), довжина його хвоста становила 8,2 см. Цей сцинк має чотири лапи, на кожній з яких є по п'ять пальців.

## Поширення і екологія
Concinnia frerei мешкають на вершинах гір Бартл-Фрір (висотою 1622 м), Белленден-Кер (висотою 1593 м) і Льюїс (висотою 1210 м) на північному сході Квінсленду. Вони живуть серед валунів і скель та на деревах.

## Збереження
МСОП класифікує цей вид як вразливий. Concinnia frerei загрожують зміни клімату.